# Call to the End
 (septembre 2021).
Albums de Symbols
Symbols
(1998) Faces
(2005)
Call to the End est le deuxième album du groupe brésilien de heavy metal Symbols.

## Liste des morceaux
1. "Introduction" – 0:50
2. "Eyes in Flames" – 4:41
3. "Power Machine" – 4:14
4. "Call to the End" – 3:17
5. "The Traveler" – 4:01
6. "Introspection" – 4:14
7. "Save Africa" – 3:42
8. "Stop the Wars" – 5:53
9. "Sons of the Lord" – 6:37
10. "Everything I Want" – 4:43

## Formation
- Edu Falaschi (chant)
- Rodrigo Arjonas (guitare)
- Demian Tiguez (guitare)
- Marcello Panzardi (claviers)
- Tito Falaschi (basse, chant)
- Rodrigo Mello (batterie)